# Ilyrské království
Ilyrské království (německy Königreich Illyrien; slovinsky Ilirsko kraljestvo; italsky Regno d'Illiria; chorvatsky Kraljevina Ilirska) byl v letech 1816–1849 státní útvar, jedna z rakouských korunních zemí, rozkládající se na území dnešního Rakouska (Korutany), Slovinska (Kraňsko a Gorice), Chorvatska (Istrie, Střední Chorvatsko i s přímořím) a Itálie (Terst a okolí). Království bylo ustaveno jako nástupnický útvar po Ilyrských provinciích, vytvořených Francouzi během napoleonských válek. Oproti předchozím „francouzským“ provinciím chyběla Dalmácie, z níž se stala samostatná korunní země a po roce 1822 i Střední Chorvatsko s Rijekou (Fiume).
Toto království zahrnovalo jižní části habsburských dědičných zemí, v jejichž rámci patřilo k bohatším (hlavní spojení Rakouska s Jaderským mořem); díky velkému počtu Slovinců a Chorvatů zde žijících mělo silně slovanský ráz.

## Dějiny

### Předchozí vývoj

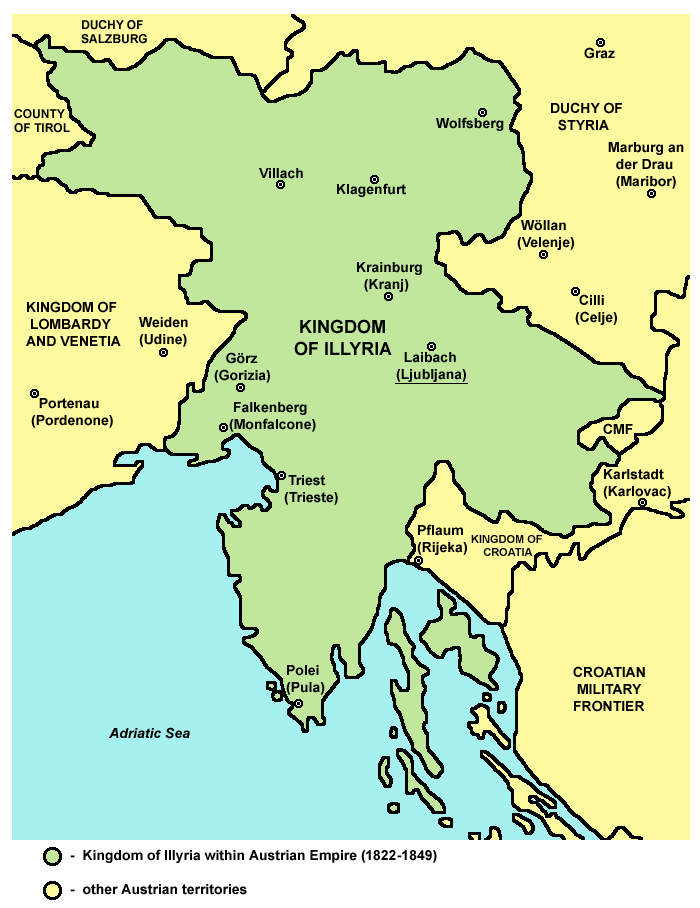
Ilyrské království po r. 1822 (oddělení Vlastního Chorvatska)

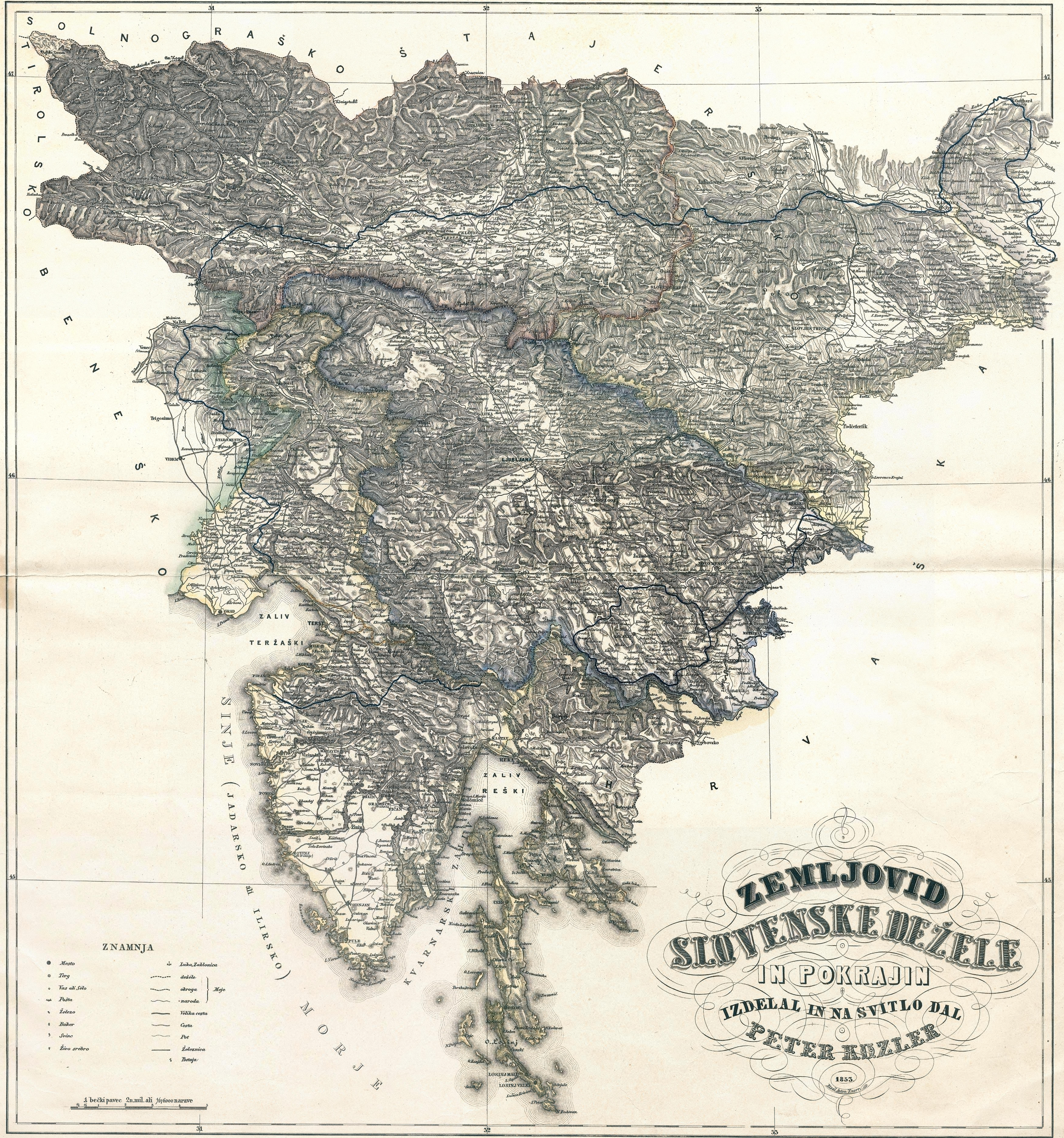
První vymezení slovinských zemí v návrhu Petra Kozlera (vlastně Illyrské království rozšířené o Dolní Štýrsko a Chorvatské přímoří)

Napoleonská Francie po svém vítězství u Wagramu donutila v schönbrunnském míru (1809) Rakousko k odstoupení zemí na jaderském pobřeží (Korutany, Istrie, Kraňsko, Gorice a Gradiška, Terst, Chorvatské přímoří s Rijekou, Dalmácie) a také Republiku Dubrovník. Z těchto území byly posléze v roce 1809 vytvořeny Ilyrské provincie, součást Francouzského císařství.
Po bitvě u Lipska v roce 1813 se území Ilyrských provincií dostalo zpět pod rakouskou nadvládu, což definitivně potvrdil Vídeňský kongres.

### Království
V roce 1816 Rakousko Illyrské provincie de iure zrušilo a rozdělilo území na 2 autonomní celky, korunní země:
- Dalmatské království (Dalmácie s městy Dubrovník a Kotor)
- Ilyrské království (Korutanské vévodství, Kraňské vévodství, Gorické hrabství s městem Gradiškou, Istrijské markrabství a město Terst)

Do roku 1822 bylo součástí Ilyrského království i území Chorvatského království (Střední Chorvatsko), ale pak bylo vyděleno jako samostatná korunní země. Po roce 1825 byl Terst se svým bezprostředním okolím odloučen od místní správy a podřízen přímo rakouské Koruně.
Na jaře roku národů v roce 1848 panoval mezi Slovinci návrh na začlenění Dolního Štýrska do království Illyrského, tak aby většina slovinských území byla sjednocena v jedné správní jednotce a bylo by tak dosaženo myšlenky Spojeného Slovinska. Petr Kozler navrhl mapu tak rozšířeného království Illyrie, která se později se stala důležitým národním symbolem během slovinského národního obrození. Návrh zvětšení království byl však vídeňskou vládou zamítnut.

### Zánik
Naopak, v následujícím roce (1849) bylo Ilyrské království zrušeno a rozděleno opět na jednotlivé země, z nichž se skládalo, a to Kraňské vévodství, Korutanské vévodství a Přímoří (složené z Istrijského markrabství, Gorického hrabství s Gradiškou a Terstu – sídla místodržícího).